# Lago de Coatepeque

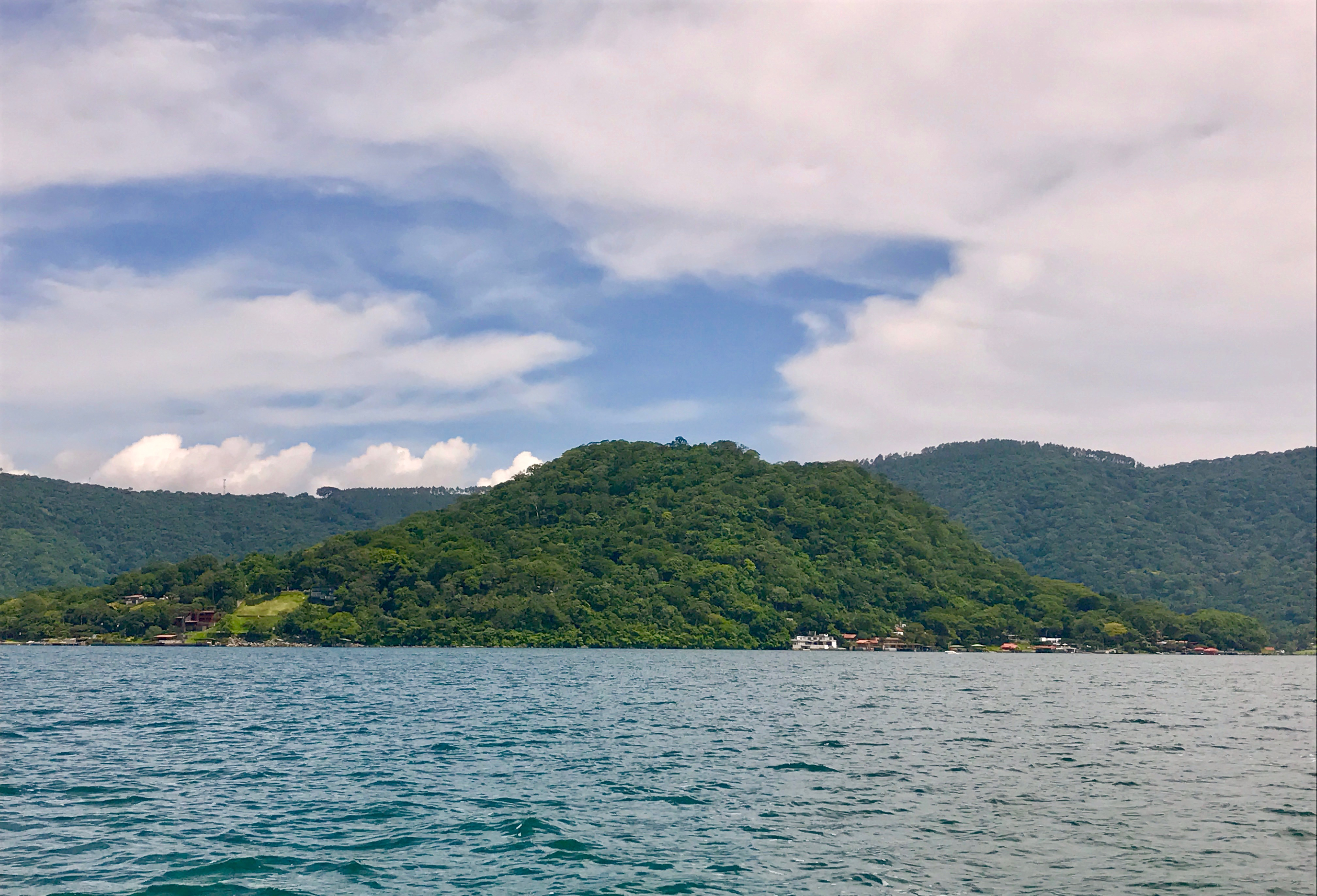
Vista de la Isla del Teopán en 2017.

El lago de Coatepeque es un lago ubicado en una caldera, un supervolcán, que es el resultado de varias erupciones cataclísmicas que llevaron a la formación y colapso de conos volcánicos en la antigua caldera Chilamatal y luego en la actual caldera. Se encuentra situado a 18 km al sur de la ciudad de Santa Ana, entre el municipio de Santa Ana Centro y el distrito de El Congo (municipio de Santa Ana Este).
Tiene una altitud de 745 m s. n. m. y una superficie de 25.3 km². Además, su profundidad es de 115 m. Cuenta con dos islas: la Isla del Cerro (más conocida como Isla Teopán) y la Isla los Manguitos (también llamada Isla El Manguito).
El topónimo "coatepeque" significa: 'cerro de la serpiente' o 'montaña de las serpientes' en náhuat. Fue declarado como Reserva Natural Protegida por el Ministerio de Medio Ambiente el 17 de febrero del 2023.

## Accidentes geográficos
Sus accidentes más importantes son las dos pequeñas penínsulas denominadas “los anteojos”; y la Isla Teopán o del Cerro y la Isla de El Manguito o Los Manguitos. De ellos, la isla del Cerro es un domo de lava ubicado al suroeste del lago que tiene una altura de 80 a 100 m y un diámetro de aproximadamente 1 km, y donde los indígenas pipiles tenían un templo y un monolito representativo de la diosa Itzqueye; mientras que la isla Los Manguitos es una isla pequeña, ubicada hacia el surponiente de la isla del Cerro, que se encuentra en un bajío que en tiempos de bajo nivel de agua del lago queda en seco (por lo que el terreno pasa a ser parte de la ribera del lago) y en tiempo de alto nivel se inunda formando la isla, en 1913 el geógrafo alemán Karl Sapper la mencionó como isla San Pedro.
En sus riberas hay unas formaciones rocosas llamadas "los anteojos" que también son domos de lava. El domo norte tiene 25 m de diámetro y 25 m de altura, y el domo sur tiene 150 m de diámetro y 25 m de altura.
En las cercanías del lago, se encuentran otros 4 domos de lavas de la caldera, que son los cerros Pacho, Guacamayero, Afate (los tres ubicados al suroeste), y Ceiba chacha (al noroeste del lago). De ellos, los más grande son: el cerro Pacho, que tiene una altitud de 943 m s. n. m. y un diámetro en su base de alrededor de 1 kilómetro; y el cerro Guacamayero, con una altitud de 940 m s. n. m. y cuya base tiene un diámetro de 400 m.

## Entorno e historia geológica
La caldera del lago de Coatepeque hace parte de un complejo volcánico, conocido como complejo volcánico de Santa Ana, que se extiende a lo largo de un sistema de fisuras de 20 kilómetros, desde cerca del área urbana de Chalchuapa hasta el volcán San Marcelino y el cerro La Olla (al suroeste del volcán de Santa Ana). Este complejo volcánico se encuentra en el límite sur del Graben Central (una depresión tectónica que corre de este a oeste a lo largo del país) y es parte del arco volcánico centroamericano; siendo dichas estructuras geológicas resultado de la subducción oblicua de la placa de Cocos bajo la placa del Caribe.
El complejo volcánico tiene por principales centros eruptivos los estratovolcanes de Santa Ana o Ilamatepec, Izalco y la caldera del lago de Coatepeque. Cada uno de los tres principales centros eruptivos del complejo volcánico de Santa Ana tendría su propio sistemas de tuberías de magma alimentados por una cámara de magma parental común situado en lo profundo.

### Historia geológica
Los estudios geológicos de la zona, muestran que por lo menos dos veces (en tiempos geológicos diferentes) surgieron en el área grupos de volcánes que colapsaron debido a cámaras magmáticas vacías después de erupciones enormes.
En la época del Plioceno del período Neógeno, se formarían conos volcánicos, cuyos depósitos volcánicos harían parte de lo que en la geología salvadoreña se conoce como la formación Bálsamo. Hace unos 406 mil años, en la edad del Chibaniense de la época Pleistoceno del período Cuartenario, estos conos volcánicos harían una erupción muy explosiva (con gran cantidad de pómez, cenizas y lavas piroclásticas; cuyos depósitos forman parte de la formación Cuscatlán) que dejó vacía la cámara de magma, provocando el colapso de los edificios volcánicos y la formación de varias fracturas y fallas; dando origen a la caldera Chilamatal (cuyos remanentes de parte de su lado oriental se encuentran por Ciudad Arce). Se estima que la erupción que formó la caldera Chilamatal arrojó un volumen de tefra de alrededor de 29 km³ (15 km³ DRE, equivalente de roca densa), teniendo una masa eruptiva de 3 × 10¹³ kilogramos con una distribución máxima de 5 × 10⁴ km².
Hace unos 220 mil años, se formarían en la caldera Chilamatal dos estratovolcanes (Coatepeque norte y Coatepeque sur) que llegarían a alcanzar una altitud de aproximadamente 2500 m s. n. m, y que se formaron al lado de un graben o depresión tectónica (la llanura de Zapotitán) que se iría llenando de sedimentos y materiales volcánicos.
Los estratovolcanes de Coatepeque producirían la erupción Bellavista, ocurrida hace aproximadamente 77 ± 2 mil años, que se caracterizó por una serie de erupciones plinianas que eyectaron un volumen de tefra de aproximadamente 1 km³ (0.1 km³ DRE), lo que la caracteriza como una erupción de un IEV (índice de explosividad volcánica) de 5.
El volcán Coatepeque norte colapsaría en dos erupciones subsecuentes denominadas Arce (que con los eventos eruptivos posteriores harían parte de la formación San Salvador), que pertenecerían al tipo de erupción Krakatoana y que ocurrieron hace 72 ± 3 mil años. Estas erupciones arrojaron piedra pómez, y materiales riolíticos, así como una migración de magma al volcán de Santa Ana, que fue lo que formó las paredes de la caldera, y parte de las paredes del volcán de Santa Ana. Se calcula que la altura de la columna de ceniza alcanzó los 38 km de altura, y que cubrió un área de alrededor de 2000 km² contando con un volumen de tefra eyectada de alrededor de 40 km³ (17 km³ DRE) km³, lo que es una erupción IEV de 6. Luego de esta erupción se formaría un primer lago de Coatepeque, más pequeño que el actual.
El volcán Coatepeque sur colapsaría en una erupción llamada erupción Congo, la cual es una supererupción ultrapliniana que se sitúa aproximadamente hace 53 ± 3 mil años, y que produjo una columna eruptiva que habría llegado a una altitud de 32 km. Está fue la erupción más potente en este complejo volcánico, produciendo erupciones riolíticas, con un volumen de tefra eyectada de aproximadamente 112.8 km³ (74.6 km³ DRE) y un IEV de 7.2. Con ello, se extendió el tamaño del lago y la caldera adquirió su forma de ocho.
La caldera del lago de Coatepeque haría una última gran erupción hace 51 000 años, conocida como la erupción Conacaste-Atiquisaya, que logró una columna eruptiva de 31 km de altura, con un volumen de tefra eyectada de 20.8 km³ (11.6 km³ DRE) y un IEV de 6.4.
Luego se formaron conos de escorias y flujos de lava en la parte occidental de la caldera, así como 6 domos de lava (hechos de lava riodacítica; y que son las penínsulas llamadas anteojos, la isla Teopan, el cerro Afate, el cerro Pacho, y el cerro Guacamayero). La formación del domo más reciente se inició alrededor de 8000 a. C.

## Turismo

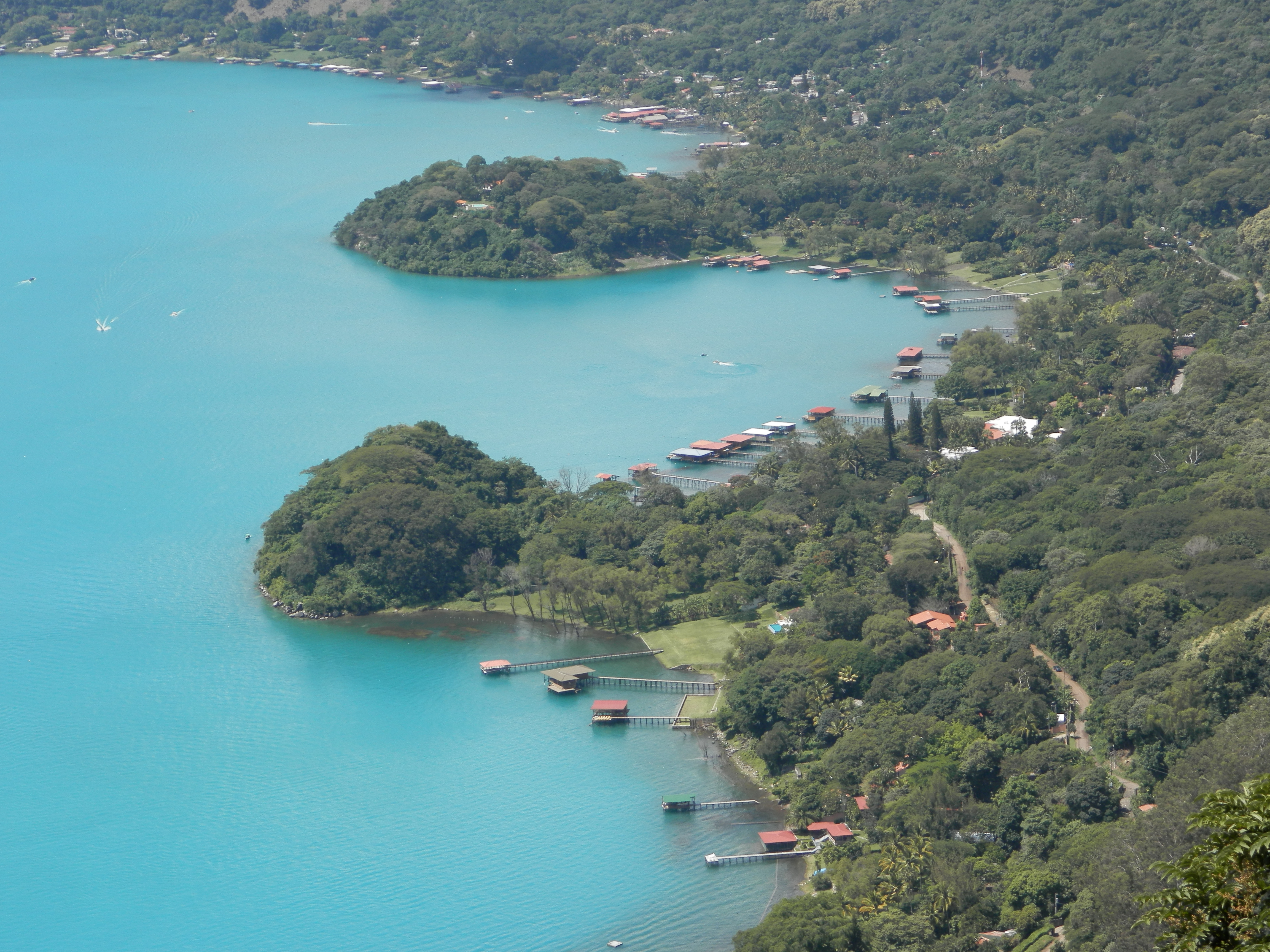
Vista en "Picado" de los anteojos, Lago de Coatepeque.

Posee aguas muy agradables, y es sitio ideal para practicar el buceo, el velerismo, piragüismo, natación y esquí acuático.
El lago de Coatepeque, es uno de los lugares turísticos más hermosos que puedes visitar en El Salvador. Cuenta con una gran extensión en la que puedes practicar varios deportes, además de su belleza cuenta con una excelente vista panorámica hacia el volcán de santa Ana y el cerro verde.
Es un lago de origen volcánico ya que se encuentra ubicado en un cráter por lo que en ciertas partes su agua es termal. Cuenta con una isla a la cual solo se puede tener acceso mediante el ferry.
Si visitas el lago de Coatepeque hay una gran variedad de hoteles en los que puedes hospedarte los más visitados son el hotel Cardedeu Residence, Hotel Cardedeu, torre molinos, rancho alegre, las palmeras entre otros.

### Ruta El Tabudo
En el municipio de El Congo y en el lago de Coatepeque existe la leyenda de El Tabudo. Esta consiste en la existencia de un ser místico que habita en el fondo del lago, una criatura con forma humanoide, pero que recuerda a un ser marino.
La ruta turística El Tabudo fue promovida hace unos años por la alcaldía municipal del Congo. En la actualidad, son los habitantes de la zona, los dueños de los restaurantes y lancheros, quienes la mantienen viva y la usan para promover el turismo en el lago.
Los turistas pueden disfrutar de un recorrido por el lago Coatepeque mientras los conductores de las lanchas les narran la leyenda El Tabudo. Al mismo tiempo, disfrutan del paisaje y naturaleza que rodea al lago. También pueden degustar una variada opción de platillos, bebidas y frutas características de la zona.

## Cambio de Color
Según las autoridades del Ministerio de Medio Ambiente y Recursos Naturales, este es un fenómeno cíclico que ocurre cada cierto tiempo. El lago ha cambiado de color 6 veces en los últimos años: 1998, 2006, 2012, 2016, 2017 y en 2018.
La última vez que fue observado el fenómeno de coloración turquesa fue en agosto de 2017, debido a una floración de micro-algas cianofitas que forman parte del fito-plancton del lago. Se dice que este tipo de micro-algas son altamente tóxicas. En esa ocasión se prohibió consumir el agua del lago, tanto para humanos como animales. Entonces el incremento de algas tóxicas es el que al final, debido a su coloración, provocaron el color turquesa en el lago. Debido al elevado contenido de fosfato que hace que los rayos solares no entren con la misma intensidad al lago, se genera esa pigmentación en el mismo.
Además, existe la teoría de que el cambio de color de las aguas del lago se da por influencia volcánica, por la incorporación de minerales de las calderas magmáticas cercanas a la caldera de Coatepeque, sin embargo, se desconoce qué provoca el incremento en esta incorporación.

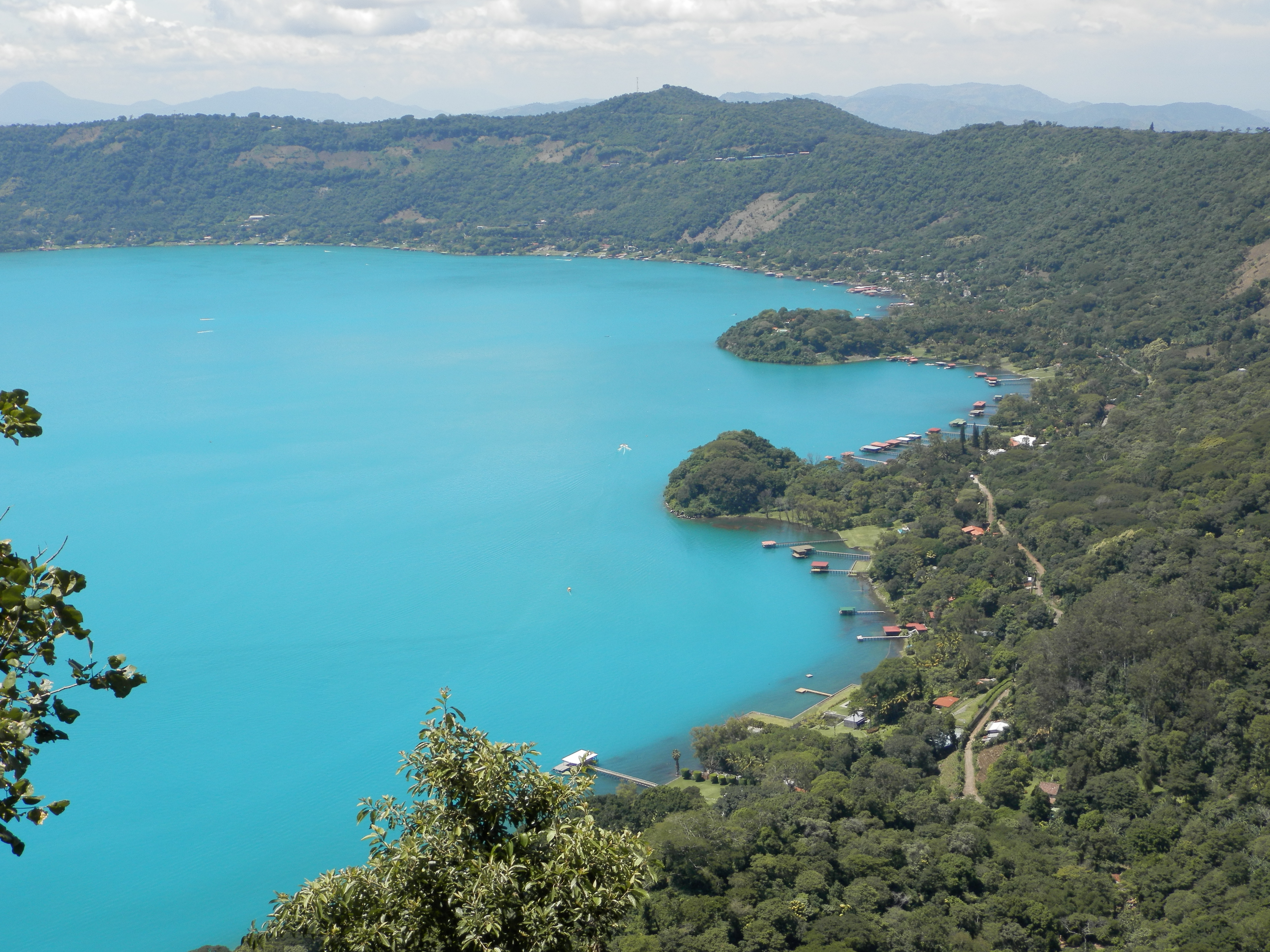
Agua color Turquesa en el Lago de Coatepeque, 2015.

## Participación en las maravillas naturales del mundo
El Lago Coatepeque en el 2013 participó en la octava maravilla del mundo.
Declarado centro de interés turístico nacional Coatepeque es uno de los destinos que no se puede dejar de visitar, simplemente porque nos enamora a primera vista.
El lago de Coatepeque tiene una condición ideal para practicar el ecoturismo, la observación de aves residentes y migratorias, las caminatas caminatas en los alrededores del lago y también permite la práctica de ciclismo de montaña. En el lago se practica la pesca, el buceo y se pueden recorrer sus aguas en kayak, moto acuática o lancha.
Existe muchos miradores y varios restaurantes con vista al lago, haciendo más agradable la visita a este hermoso lugar.

## Contaminación del lago
Debido a la promoción turística de la zona, se han promovido diferentes construcciones que están afectado a la biodiversidad del lago, entre ellas la edificación en 2018 de viviendas de lujo en el cerro Afate, entre el volcán de Santa Ana y el lago de Coatepeque. Entre otras, la periodista Carolina Amaya ha informado de que se ha destruido el hábitat del cangrejo del lago, se han talado árboles de Mora, especie en extinción, y se han visto afectadas las aguas termales que dan nombre a la zona (aguas calientes). Además, se tratarían de construcciones ilegales, ya que si bien el permiso de construcción se dio en 2008, la construcción comenzó once años después, con la licencia ya caducada. La calidad del agua del lago está empeorando debido a que está siendo contaminado con toneladas de basura y heces, afectando a la vida acuática y a la salud de los habitantes de la rivera, que utilizan esta agua para consumo humano.